# 煙突の見える場所

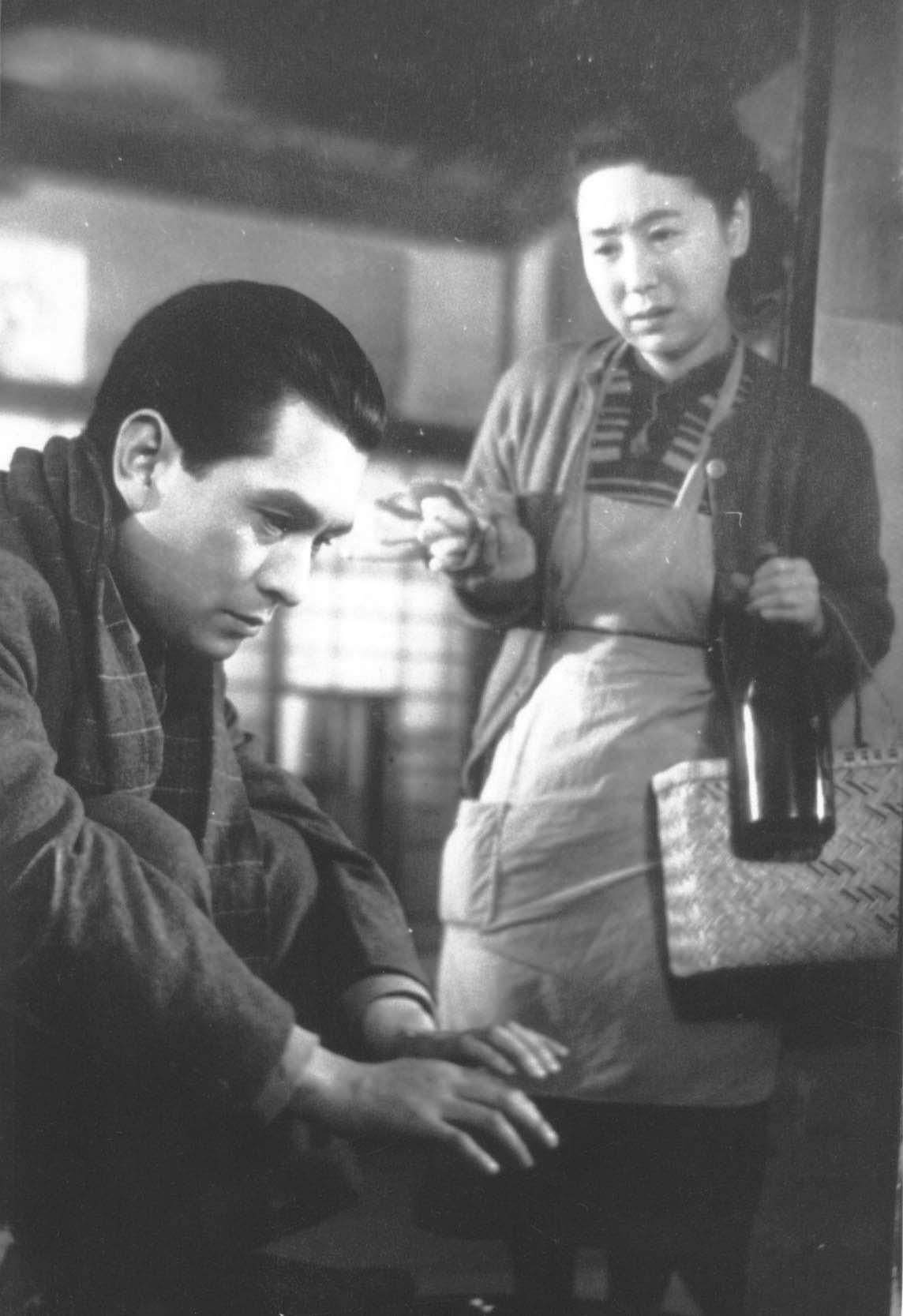
左から上原謙、田中絹代

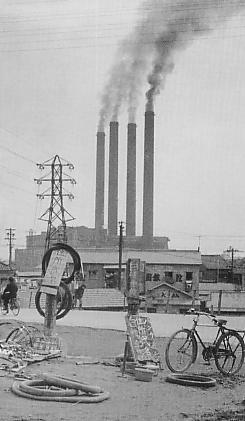
千住火力発電所のお化け煙突

煙突の見える場所（えんとつのみえるばしょ）は、1953年に新東宝とエイトプロが製作した五所平之助監督の日本映画。1953年3月5日公開。

## 概要
椎名麟三の短編小説『無邪気な人々』を映画化した人間ドラマ。
見る場所によって4本にも3本にも2本にも1本にも見える通称「千住火力発電所#お化け煙突」のある東京・千住を舞台に、捨て子の赤ちゃんを巡り繰り広げられる人間模様を描く。
国内外で評価が高く、第3回ベルリン国際映画祭で国際平和賞を受賞。海外での現代劇映画の受賞の先駆けとなった。

## スタッフ
- 監督：五所平之助
- 脚本：小国英雄
- 原作：椎名麟三『無邪気な人々』
- 撮影：三浦光雄
- 音楽：芥川也寸志
- 美術：下河原友雄
- 助監督：三輪彰

## 出演者
- 弘子：田中絹代
- 緒方隆吉：上原謙
- 東仙子：高峰秀子
- 久保健三：芥川比呂志
- 池田雪子：関千恵子
- 石橋勝子：花井蘭子
- 河村徳治：坂本武
- 塚原忠二郎：田中春男
- 灘らん子：三好栄子
- 野島加代：浦辺粂子
- 北清作：星ひかる
- 勇：中村是好
- 金子大助：小倉繁
- 貞子：大原榮子
- 本間文子
- 高松政雄
- 石川冷
- 赤ちゃん：吉本三千代

## 受賞
- ベルリン国際映画祭国際平和賞
- 第8回毎日映画コンクール
  - 音楽賞 芥川也寸志
  - 男優助演賞 芥川比呂志
- 第4回ブルーリボン賞
  - 撮影賞 三浦光雄（『雁』と併せて）
  - 音楽賞 芥川也寸志（『雲ながるる果てに』・『にごりえ』と併せて）